# Spring Subway
 (avril 2012).
Pour plus de détails, voir Fiche technique et Distribution.
Spring Subway (开往春天的地铁, Kai wang chun tian de di tie ; en français Le métro vers le printemps) est un film romantique Chinois réalisé en 2002. Dirigé par Zhang Xu Yibai, avec Xu Jingley et Gen Le dans les rôles titres. Zhang Yang, directeur de la sixième génération, y joue aussi un rôle.
Le film représente un genre relativement nouveau en Chine, le « film commercial » artistique avec des motifs internationaux et urbains, prévu pour attirer l'attention de la jeune classe moyenne chinoise.
Spring Subway est un film de genre, qui joue avec sa chronologie via des flashbacks. Les personnages brisent souvent le « quatrième mur » en parlant directement au public.
Le film a été produit par le studio China Youth Film Studio et l'indépendant Electric Orange Entertainment (dirigé par Liu Fendou, scénariste du film).

## Synopsis
Mariés depuis sept ans, Jianbin (Geng Le) et Xiaohui (Xu Jinglei) forment un couple vivant à Pékin. Au début du film, le couple a commencé à s'ennuyer de sa vie. Xiaohui, qui travaille pour un studio de design, commence un flirt avec un de ses clients, Lao Hu, un propriétaire de café (joué par le réalisateur Zhang Yang). Jianbin, à son tour, a été récemment congédié, mais il a gardé le secret : il s'habille pour aller au travail chaque matin, et cache sa mallette dans une toilette publique. Mais surtout, il monte dans le métro de Pékin et y passe toute la journée.
Jianbin prenant le métro tous les jours, découvre les relations qui se développent autour de lui. Wang Yao (Fan Wei), un cuisinier de 34 ans, est tué lorsque alors que son blind date, Li Chuan (Wang Ning) est grièvement blessé dans une explosion de gaz. Pendant ce temps, une passagère de la rame du métro, une vendeuse d'aliments sains (Ke Lan), tous les jours essaie d'y vendre ses produits. Elle découvre que son petit ami l'a trompée et pourtant a décidé de le quitter. Le drôle de couple de la cuisinière et du vendeur trouve enfin l'amour et s'engage, avec l'intention de se marier. Une autre relation commence aussi dans le métro entre Da Ming (Tu Qiang), un jeune homme et une fille vendeuse dans un magasin de photo, Tian Hai (Gao Yuanyuan). L'homme, très timide, prend une photo de lui avec une note demandant à rencontrer la jeune fille, mais il s'enfuit au dernier moment. Quand Tian Hai finalement le retrouve et le confronte, il est trop timide pour parler. Mais il parvient à communiquer avec elle et à donner son numéro de téléphone pendant que le train s'éloigne.
En ce qui concerne Jianbin, sa vie semble échapper à tout contrôle. Impossible de payer un loyer, et ayant besoin de d'argent, il se rend compte que sa femme peut avoir une idylle, même si Xiaohui a seulement une relation d'amitié avec Lao Hu. Jianbin, pourtant, dit à sa femme qu'au travail, il a été décidé de l'envoyer en France pour une formation, et commence à contempler laisser à Xiaohui pendant qu'il visite sa maîtresse, Wang Yao. Jianbin, se faisant passer pour le cuisinier, les deux commencent à nouer une étroite amitié. Après Jianbin a décidé d’affronter à Lao Hu dans une scène qui met le feu au journal. La relation entre Jianbin et Xiaohui semble être sur le point d'auto-destruction, puisque aucun de deux ne veut révéler la vérité qui se trouve à l'intérieur. Xiaohui, cependant, finalement apprendre que Jianbin a perdu son emploi et il a été allant au métro pendant les six derniers mois, comme il est dit Wang Yao, le cuisinier. Au lieu d'aller à l'aéroport, Jianbin va à l'hôpital pour voir Li Chuan enlever les bandages sur son visage. Mais avant il s'en va après qu'elle lui peut regarder, parce que Jianbin se rend compte qu'il encore aime sa femme. Xiaohui et Jianbin, puis se rencontrent dans la même gare de métro où ils étaient quand ils ont été à Pékin, il y a sept ans pendant le film termine.

## Fiche technique
Sauf indication contraire, les informations mentionnées dans cette section peuvent être confirmées par la base de données cinématographiques IMDb,  présente dans la section « Liens externes ».
- Titre original : {{开往春天的地铁, Kai wang chun tian de di tie}}
- Titre français : Spring Subway
- Réalisation :  Zhang Xu Yibai
- Scénario : Fendou Liu
- Musique : Yadong Zhang
- Direction artistique : Bin An
- Photographie : Xiaoding Zhao
- Montage : Miaomiao Liu
- Production : Molly Hassell, Lu Jin, Fendou Liu, Zhiping Zheng
- Société(s) de production : Youth Film Studio (China Youth Film Studios), Electric Orange Entertainment
- Société(s) de distribution : China Film Group Corporation (CFGC) (Monde)
- Pays de production : Chine
- Langue originale : Mandarin
- Genre : Drame, Romantique
- Durée : 93 minutes
- Date de sortie : 
  - 28 mai 2002 (Chine)

## Distribution
- Geng Le : Liu Jianbin, il a perdu son emploi récemment mais prétend aller tous les jours au travail, alors qu'il passe son temps dans le métro de Pékin
- Xu Jinglei : Chen Xiaohui, l'épouse de Liu pendant 7 ans
- Zhang Yang : Lao Hu, un client du studio de design de Xiaohui
- Wang Ning : Li Chuan, une maîtresse d'école blessée
- Fan Wei : Wang Yao, un cuisinier
- Ken La : une vendeuse
- Gao Yuanyuan : Tian Ai, une commerçante et objet de l'affection de Da Ming
- Tu Qiang : Da Ming, un jeune homme que Jianbin rencontre dans le train

## Production
Le film est le premier de Zhang Yibai comme un metteur en scène. Avant de réaliser Spring Subway, Zhang a travaillé principalement dans le genre du clip musical et à la télévision.
Le film, d'autre part, est la première tentative de Fendou Liu d'écrire et produire un film.
Spring Subway est aussi le premier film de Electric Orange Entertainment, une maison de production de films indépendante pékinoise. Contrairement à de nombreux films en Chine, Spring Subway a gagné l'approbation de l'Administration d’État de la Radio, du Film et de la Télévision.
Le titre du film peut aussi être: « Après 7 ans, il y a aussi de l'amour ?»[pas clair].

### Musique
La musique du film été composée par Zhang Yadong, et elle est interprétée par le groupe de pop rock Yu Quan.

## Accueil
Spring Subway est significatif parce qu'il représente un nouveau style de cinéma chinois.
Contrairement à la plupart des films controversés des réalisateurs de Sixième génération tels que Jia Zhangke ou Wang Xiaoshuai, dont les films sont généralement interdits par les autorités de l'état, Spring Subway de Zhang Yibai a obtenu l'approbation de l'État.
Le résultat est, comme un critique l'indique, un exemple de « la ambitieuse film indépendante Chinoise » qui empêche la plupart du temps les études détenues par l'état[pas clair], mais il obtient une popularité nationale et internationale. En particulier, le film de Zhang reflète un nouvel optimisme qui rompt avec les films chinois typiques, tandis que d'autres font remarquer que le film est, en fait, plutôt « international » en raison de sa sensibilité. Un critique du Festival International du Film de Hawaï a salué le commentaire disant que l'histoire du film pourrait se « développer dans n'importe quelle ville, et certainement, aucune personne qui a aimé et expérimenté part de c'est que les personnages ont comme expérience »[pas clair].